# Billardiera mutabilis
Billardiera mutabilis là một loài thực vật có hoa trong họ Pittosporaceae. Loài này được Salisb. mô tả khoa học đầu tiên năm 1806.